# Dingli
Dingli es un consejo local y una pequeña ciudad de la costa oeste de Malta, a 13 km de la capital La Valeta. La ciudad más próxima a Dingli es Rabat, a tan sólo 2 km. 

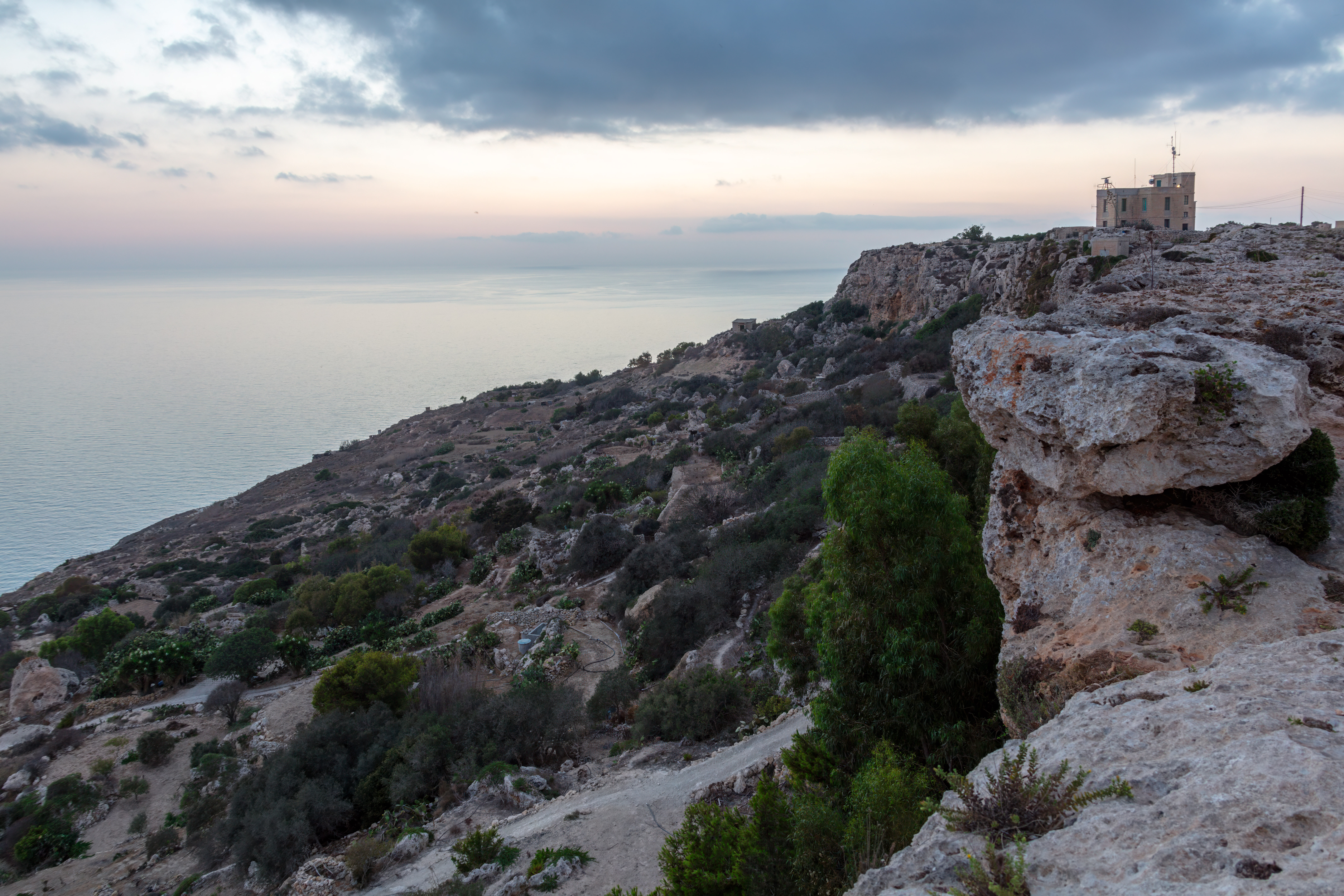
Los acantilados de Dingli, un imán turístico durante la puesta del sol.

Es una ciudad muy conocida por los acantilados y por el bosque Buskett. La ciudad se encuentra rodeada de campos. 
Dingli está dividida entre la parte antigua y la parte más nueva, que se encuentra alrededor del campo de fútbol. 
La parroquia de Dingli, que se encuentra exactamente en el centro de la ciudad, está dedicada a la Asunción de Santa María.
- Datos: Q905641
- Multimedia: Dingli / Q905641